# Сан Себастиян де лос Балестерос
Сан Себастиян де лос Балестерос (на испански: San Sebastián de los Ballesteros) е населено място и община в Испания. Намира се в провинция Кордоба, в състава на автономната област Андалусия. Общината влиза в състава на района (комарка) Кампиния Сур. Заема площ от 10 km². Населението му е 832 души (по преброяване от 2010 г.). Разстоянието до административния център на провинцията е 32 km.

## Демография
| 1996 | 1998 | 1999 | 2000 | 2001 | 2002 | 2003 | 2004 | 2005 | 2006 |
| ---- | ---- | ---- | ---- | ---- | ---- | ---- | ---- | ---- | ---- |
| 837  | 834  | 843  | 852  | 843  | 852  | 834  | 854  | 840  | 836  |